# Saux-et-Pomarède
Saux-et-Pomarède är en kommun i departementet Haute-Garonne i regionen Occitanien i södra Frankrike. Kommunen ligger i kantonen Saint-Gaudens som tillhör arrondissementet Saint-Gaudens. År 2022 hade Saux-et-Pomarède 241 invånare.

## Befolkningsutveckling
Antalet invånare i kommunen Saux-et-Pomarède
Referens:INSEE